# Puchar Ukrainy w piłce nożnej (2002/2003)
Puchar Ukrainy 2002/2003 – XII rozgrywki ukraińskiej PFL, mające na celu wyłonienie zdobywcy krajowego Pucharu, który zakwalifikuje się tym samym do Pucharu UEFA sezonu 2003/04. Sezon trwał od 9 sierpnia 2002 do 25 maja 2003.
W sezonie 2002/2003 rozgrywki te składały się z:
- meczów 1/32 finału,
- meczów 1/16 finału,
- meczów 1/8 finału,
- dwumeczów 1/4 finału,
- dwumeczów 1/2 finału,
- meczu finałowego.

## Drużyny
Do rozgrywek Pucharu przystąpiło 64 kluby Wyższej, Pierwszej i Drugiej Lihi.
| Kluby Wyższej Lihi: | Kluby Pierwszej Lihi: | Kluby Drugiej Lihi: | Kluby Drugiej Lihi: |
| - Arsenał Kijów - Czornomoreć Odessa - Dnipro Dniepropetrowsk - Dynamo Kijów - Karpaty Lwów - Krywbas Krzywy Róg - Metalist Charków - Metałurh Donieck - Metałurh Mariupol - Metałurh Zaporoże - Obołoń Kijów - Polihraftechnika Oleksandria - Szachtar Donieck - Tawrija Symferopol - Wołyń Łuck - Worskła Połtawa | - Arsenał Charków - Borysfen Boryspol - CSKA Kijów - FK Krasiłów - FK Mikołajów - FK Sumy - FK Winnica - Naftowyk Ochtyrka - Polissia Żytomierz - Prykarpattia Iwano-Frankowsk - Sokił Złoczów - Stal Ałczewsk - Systema-Boreks Borodzianka - Zakarpattia Użhorod - Zirka Kirowohrad | - Awanhard Roweńky - Bukowyna Czerniowce - Czornohora Iwano-Frankowsk - Desna Czernihów - Dnister Owidiopol - Dynamo Symferopol - Ełektrometałurh-NZF Nikopol - Ełektron Romny - Enerhetyk Bursztyn - Hałyczyna Drohobycz - Hazowyk-Skała Stryj - Hirnyk-Sport Komsomolsk - Jawir Krasnopole - Kowel-Wołyń-2 Kowel - Krystał Chersoń - Łukor Kałusz - Nafkom-Akademia Irpień | - Naftowyk Dolina - Nywa Tarnopol - Olimpija FK AES Jużnoukraińsk - Ołkom Melitopol - PFK Sewastopol - Podilla Chmielnicki - Roś Biała Cerkiew - Stal Dnieprodzierżyńsk - Systema-KChP Czerniachów - Szachtar Ługańsk - Techno-Centr Rohatyn - Torpedo Zaporoże - Tytan Armiańsk - Weres Równe - Wuhłyk Dymytrow - Zoria Ługańsk |

## Terminarz rozgrywek

### 1/32 finału
| 9 sierpnia 2002               |     |                              |          |
| Stal Dnieprodzierżyńsk        | 0:2 | Szachtar Donieck             |          |
| 10 sierpnia 2002              |     |                              |          |
| Enerhetyk Bursztyn            | 0:1 | Dynamo Kijów                 |          |
| Kowel-Wołyń-2 Kowel           | 1:3 | Metałurh Donieck             |          |
| Krystał Chersoń               | 0:1 | Metałurh Zaporoże            | (dod.)   |
| Awanhard Roweńky              | 0:3 | Metalist Charków             |          |
| Zoria Ługańsk                 | 1:4 | Dnipro Dniepropetrowsk       |          |
| Hałyczyna Drohobycz           | 0:1 | Tawrija Symferopol           | (dod.)   |
| Nywa Tarnopol                 | 2:5 | Karpaty Lwów                 |          |
| Szachtar Ługańsk              | 1:3 | Krywbas Krzywy Róg           |          |
| Dnister Owidiopol             | 1:0 | Metałurh Mariupol            |          |
| Roś Biała Cerkiew             | 1:2 | Worskła Połtawa              |          |
| Wuhłyk Dymytrow               | 0:2 | Arsenał Kijów                |          |
| Weres Równe                   | 0:2 | Polihraftechnika Oleksandria |          |
| Torpedo Zaporoże              | 0:3 | Wołyń Łuck                   |          |
| PFK Sewastopol                | 0:6 | Czornomoreć Odessa           |          |
| Łukor Kałusz                  | 1:4 | Obołoń Kijów                 |          |
| Olimpija FK AES Jużnoukraińsk | 0:2 | Zakarpattia Użhorod          |          |
| Naftowyk Dolina               | 1:3 | Polissia Żytomierz           |          |
| Nafkom-Akademia Irpień        | 2:1 | Prykarpattia Iwano-Frankowsk |          |
| Desna Czernihów               | 0:1 | Stal Ałczewsk                |          |
| Tytan Armiańsk                | 1:4 | Naftowyk Ochtyrka            |          |
| Hazowyk-Skała Stryj           | 0:1 | Zirka Kirowohrad             |          |
| Bukowyna Czerniowce           | 2:3 | FK Mikołajów                 |          |
| Dynamo Symferopol             | 0:1 | Borysfen Boryspol            |          |
| Ołkom Melitopol               | 1:0 | CSKA Kijów                   |          |
| Ełektron Romny                | 1:0 | FK Winnica                   |          |
| Jawir Krasnopole              | 0:0 | Systema-Boreks Borodzianka   | (k. 4:3) |
| Podilla Chmielnicki           | 1:1 | FK Krasiłów                  | (k. 4:5) |
| Hirnyk-Sport Komsomolsk       | 0:2 | FK Sumy                      |          |
| Czornohora Iwano-Frankowsk    | 0:2 | Sokił Złoczów                |          |
| Techno-Centr Rohatyn          | 1:3 | Arsenał Charków              |          |
| Systema-KChP Czerniachów      | 2:1 | Ełektrometałurh-NZF Nikopol  |          |

### 1/16 finału
| 24 sierpnia 2002         |     |                              |          |
| Systema-KChP Czerniachów | 0:4 | Szachtar Donieck             |          |
| Polissia Żytomierz       | 0:4 | Dynamo Kijów                 |          |
| Dnister Owidiopol        | 2:3 | Metałurh Donieck             |          |
| Sokił Złoczów            | 1:0 | Metałurh Zaporoże            |          |
| FK Krasiłów              | 1:1 | Metalist Charków             | (k. 3:2) |
| Naftowyk Ochtyrka        | 0:3 | Dnipro Dniepropetrowsk       |          |
| Arsenał Charków          | 1:1 | Tawrija Symferopol           | (k. 5:3) |
| Nafkom-Akademia Irpień   | 1:0 | Karpaty Lwów                 |          |
| FK Mikołajów             | 0:1 | Krywbas Krzywy Róg           |          |
| Ołkom Melitopol          | 0:1 | Worskła Połtawa              |          |
| Zirka Kirowohrad         | 2:3 | Arsenał Kijów                | (dod.)   |
| Stal Ałczewsk            | 1:1 | Polihraftechnika Oleksandria | (k. 4:2) |
| Borysfen Boryspol        | 1:2 | Wołyń Łuck                   |          |
| Jawir Krasnopole         | 0:0 | Czornomoreć Odessa           | (k. 7:6) |
| FK Sumy                  | 0:2 | Obołoń Kijów                 |          |
| Ełektron Romny           | 4:0 | Zakarpattia Użhorod          |          |

### 1/8 finału
| 19 października 2002 |     |                        |        |
| Szachtar Donieck     | 4:0 | Ełektron Romny         |        |
| Dynamo Kijów         | 2:0 | Stal Ałczewsk          |        |
| Obołoń Kijów         | 0:1 | Metałurh Donieck       |        |
| Jawir Krasnopole     | 0:3 | Dnipro Dniepropetrowsk |        |
| Krywbas Krzywy Róg   | 1:0 | Arsenał Charków        |        |
| Worskła Połtawa      | 3:2 | Nafkom-Akademia Irpień | (dod.) |
| Wołyń Łuck           | 3:0 | FK Krasiłów            |        |
| 20 października 2002 |     |                        |        |
| Arsenał Kijów        | 4:0 | Sokił Złoczów          |        |

### 1/4 finału
|                                  | 1 mecz | 2 mecz | Suma |                        |  |
| -------------------------------- | ------ | ------ | ---- | ---------------------- |  |
| 16 listopada i 24 listopada 2002 |        |        |      |                        |  |
| Krywbas Krzywy Róg               | 2:2    | 1:4    | 3:6  | Szachtar Donieck       |  |
| Dynamo Kijów                     | 1:0    | 4:0    | 5:0  | Worskła Połtawa        |  |
| Wołyń Łuck                       | 3:0    | 0:2    | 3:2  | Metałurh Donieck       |  |
| Arsenał Kijów                    | 0:0    | 0:2    | 0:2  | Dnipro Dniepropetrowsk |  |

### 1/2 finału
|                            | 1 mecz | 2 mecz | Suma |                  |  |
| -------------------------- | ------ | ------ | ---- | ---------------- |  |
| 5 marca i 16 kwietnia 2003 |        |        |      |                  |  |
| Dnipro Dniepropetrowsk     | 0:0    | 1:3    | 1:3  | Szachtar Donieck |  |
| Wołyń Łuck                 | 0:4    | 1:3    | 1:7  | Dynamo Kijów     |  |

### Finał
Mecz finałowy rozegrano 25 maja 2003 na Stadionie Olimpijskim w stolicy Kijowie.
| Dynamo Kijów | 2:1 | Szachtar Donieck | (dod.) |

| Zdobywca Pucharu Ukrainy 2002/03 |
| -------------------------------- |
| Dynamo Kijów 6 tytuł             |
| ...                              |